# جليل إلياس
جليل إلياس لاعب كرة قدم محترف أرجنتيني من أصول سورية يلعب كلاعب خط وسط لصالح نادي غودوي كروز الأرجنتيني المنافس في دوري الدرجة الأولى الأرجنتيني على  سبيل الإعارة من نادي ميولز أولد بويز.